# 체셔 (치즈)
체셔 치즈(영어: Cheshire cheese)는 잉글랜드 체셔주에서 생산되는 치즈를 말한다.